# District de Jussey
Le district de Jussey est une ancienne division territoriale française du département de la Haute-Saône de 1790 à 1795.
Il était composé des cantons de Jussey, Amance, Combaufontaine, Jonvelle, Morey et Vitrey.